# Роман Чапліцький
Роман Чапліцький (03 вересня 1881, Хоростків — 22 лютого 1957) — польський художник, стенограф.

## Життєпис
Роман Чапліцький народився 1881 року у м. Хоростків, нині Чортківського району Тернопільської області.

## Творчість
Учасник збірних виставок. 1919 році у Кракові відбулася його персональна виставка.